# Pape Abou Cissé
Pape Abou Cissé (Pikine, 14 september 1995) is een Senegalees voetballer die doorgaans speelt als centrale verdediger. In juli 2025 verliet hij Al-Shamal. Cissé maakte in 2018 zijn debuut in het Senegalees voetbalelftal.

## Clubcarrière
Cissé speelde in de jeugdopleiding en het eerste elftal van AS Pikine uit zijn geboorteplaats. In januari 2015 haalde AC Ajaccio hem naar Frankrijk. Zijn professionele debuut maakte de centrumverdediger op 3 april 2015, toen op bezoek bij Valenciennes met 1–1 gelijkgespeeld werd. Anthony Le Tallec opende namens die club de score en Ajaccio kwam via Nicolas Fauvergue op gelijke hoogte. Cissé mocht van coach Olivier Pantaloni in de basis beginnen en hij speelde het gehele duel mee. Op 21 april 2017 kwam de Senegalees voor het eerst tot scoren in een officieel duel. Na de openingstreffer door Mouaad Madri zorgde Cissé voor de 2–0 tegen Chamois Niortais. Door een tegendoelpunt van Romain Grange en een treffer van Riad Nouri won Ajaccio uiteindelijk met 3–1. Cissé verkaste in de zomer van 2017 voor circa zevenhonderdduizend euro naar Olympiakos, waar hij zijn handtekening zette onder een verbintenis voor de duur van drie seizoenen. Dit contract werd in december 2018 met twee jaar verlengd tot medio 2022. In januari 2021 werd Cissé voor een half seizoen verhuurd aan Saint-Étienne. In september 2023 liet Cissé Olympiakos achter zich om voor twee jaar bij Adana Demirspor te tekenen. Een jaar later vertrok hij weer en na een paar maanden zonder club nam Al-Shamal hem onder contract.

## Clubstatistieken
| Seizoen | Club            | Competitie         | Competitie | Competitie | Beker | Beker | Internationaal | Internationaal | Totaal | Totaal |
| Seizoen | Club            | Competitie         | Wed.       | Dlp.       | Wed.  | Dlp.  | Wed.           | Dlp.           | Wed.   | Dlp.   |
| ------- | --------------- | ------------------ | ---------- | ---------- | ----- | ----- | -------------- | -------------- | ------ | ------ |
| 2014/15 | AC Ajaccio      | Ligue 2            | 9          | 0          | 0     | 0     | —              | —              | 9      | 0      |
| 2015/16 | AC Ajaccio      | Ligue 2            | 32         | 0          | 3     | 0     | —              | —              | 35     | 0      |
| 2016/17 | AC Ajaccio      | Ligue 2            | 30         | 1          | 1     | 0     | —              | —              | 31     | 1      |
| 2017/18 | Olympiakos      | Super League       | 18         | 4          | 4     | 0     | 0              | 0              | 22     | 4      |
| 2018/19 | Olympiakos      | Super League       | 19         | 1          | 2     | 0     | 8              | 1              | 29     | 2      |
| 2019/20 | Olympiakos      | Super League       | 13         | 0          | 6     | 2     | 4              | 1              | 23     | 3      |
| 2020/21 | Olympiakos      | Super League       | 12         | 0          | 1     | 1     | 6              | 0              | 19     | 1      |
| 2020/21 | → Saint-Étienne | Ligue 1            | 14         | 0          | 1     | 0     | —              | —              | 15     | 0      |
| 2021/22 | Olympiakos      | Super League       | 25         | 5          | 2     | 0     | 13             | 1              | 40     | 6      |
| 2022/23 | Olympiakos      | Super League       | 6          | 0          | 3     | 1     | 10             | 0              | 19     | 1      |
| 2023/24 | Adana Demirspor | Süper Lig          | 13         | 0          | 0     | 0     | —              | —              | 13     | 0      |
| 2024/25 | Al-Shamal       | Qatar Stars League | 3          | 0          | 0     | 0     | —              | —              | 3      | 0      |
| Totaal  | Totaal          | Totaal             | 194        | 11         | 23    | 4     | 41             | 3              | 258    | 18     |

Bijgewerkt op 1 juli 2025.

## Interlandcarrière
Cissé maakte op 13 oktober 2018 zijn debuut in het Senegalees voetbalelftal, toen in een kwalificatiewedstrijd voor het Afrikaans kampioenschap voetbal 2019 met 3–0 werd gewonnen van Soedan. Cissé mocht van bondscoach Aliou Cissé in de basis beginnen. Na zeventien minuten opende de centrumverdediger de score. Via Idrissa Gueye en M'Baye Niang werd de eindstand bereikt. De andere debutanten dit duel waren Racine Coly (OGC Nice) en Sidy Sarr (FC Lorient).
In november 2022 werd Cissé door bondscoach Cissé opgenomen in de selectie van Senegal voor het WK 2022. Tijdens dit WK werd Senegal door Engeland uitgeschakeld in de achtste finales nadat het in de groepsfase verloor van Nederland en won van Qatar en Ecuador. Cissé kwam in drie duels in actie. Zijn toenmalige clubgenoten Pierre Kunde (Kameroen), Hwang In-beom en Hwang Ui-jo (beiden Zuid-Korea) waren ook actief op het toernooi.
| Interlands van Pape Abou Cissé voor Senegal | Interlands van Pape Abou Cissé voor Senegal | Interlands van Pape Abou Cissé voor Senegal | Interlands van Pape Abou Cissé voor Senegal | Interlands van Pape Abou Cissé voor Senegal | Interlands van Pape Abou Cissé voor Senegal |
| №                                           | Datum                                       | Wedstrijd                                   | Uitslag                                     | Competitie                                  | Goals                                       |
| Als speler bij Olympiakos                   | Als speler bij Olympiakos                   | Als speler bij Olympiakos                   | Als speler bij Olympiakos                   | Als speler bij Olympiakos                   | Als speler bij Olympiakos                   |
| ------------------------------------------- | ------------------------------------------- | ------------------------------------------- | ------------------------------------------- | ------------------------------------------- | ------------------------------------------- |
| 1                                           | 13 oktober 2018                             | Senegal – Soedan                            | 3 – 0                                       | AK 2019 kwalificatie                        | 17'                                         |
| 2                                           | 16 oktober 2018                             | Soedan – Senegal                            | 0 – 1                                       | AK 2019 kwalificatie                        |                                             |
| 3                                           | 26 maart 2019                               | Senegal – Mali                              | 2 – 1                                       | Vriendschappelijk                           |                                             |
| 4                                           | 9 oktober 2020                              | Marokko – Senegal                           | 3 – 1                                       | Vriendschappelijk                           |                                             |
| 5                                           | 11 november 2021                            | Togo – Senegal                              | 1 – 1                                       | WK 2022 kwalificatie                        |                                             |
| 6                                           | 14 november 2021                            | Senegal – Congo-Brazzaville                 | 2 – 0                                       | WK 2022 kwalificatie                        |                                             |
| 7                                           | 10 januari 2022                             | Senegal – Zimbabwe                          | 1 – 0                                       | AK 2021                                     |                                             |
| 8                                           | 14 januari 2022                             | Senegal – Guinee                            | 0 – 0                                       | AK 2021                                     |                                             |
| 9                                           | 2 februari 2022                             | Burkina Faso – Senegal                      | 1 – 3                                       | AK 2021                                     |                                             |
| 10                                          | 25 maart 2022                               | Egypte – Senegal                            | 1 – 0                                       | WK 2022 kwalificatie                        |                                             |
| 11                                          | 29 maart 2022                               | Senegal – Egypte                            | 1 – 0 (3 – 1 n.s.)                          | WK 2022 kwalificatie                        |                                             |
| 12                                          | 7 juni 2022                                 | Rwanda – Senegal                            | 0 – 1                                       | AK 2023 kwalificatie                        |                                             |
| 13                                          | 27 september 2022                           | Senegal – Iran                              | 1 – 1                                       | Vriendschappelijk                           |                                             |
| 14                                          | 21 november 2022                            | Senegal – Nederland                         | 0 – 2                                       | WK 2022                                     |                                             |
| 15                                          | 25 november 2022                            | Qatar – Senegal                             | 1 – 3                                       | WK 2022                                     |                                             |
| 16                                          | 29 november 2022                            | Ecuador – Senegal                           | 1 – 2                                       | WK 2022                                     |                                             |

Bijgewerkt op 1 juli 2025.

## Erelijst
| Competitie              |            |                           |            |            |
| Competitie              | Aantal     | Jaren                     |            |            |
| Olympiakos              | Olympiakos | Olympiakos                | Olympiakos | Olympiakos |
| ----------------------- | ---------- | ------------------------- | ---------- | ---------- |
| Super League            | 3          | 2019/20, 2020/21, 2021/22 |            |            |
| Kupello Ellados         | 1          | 2019/20                   |            |            |
| Senegal                 |            |                           |            |            |
| Afrikaans kampioenschap | 1          | 2021                      |            |            |